# Lappajärvi
Lappajärvi est une municipalité de l'ouest de la Finlande, dans la province de Finlande occidentale et la région d'Ostrobotnie du Sud.

## Géographie
La commune abrite une des principales curiosités géologiques du pays. Il s'agit du lac Lappajärvi, un grand lac circulaire de 142 km2, qui résulte de l'impact d'une météorite il y a 77,85 ± 0,78 millions d'années. Le cratère d'impact est aujourd'hui très érodé, le relief entre les plus hauts points de la crète circulaire et le fond du lac ne dépassant pas les 150 mètres (pour 23 km de diamètre).
La commune de Lappajärvi comprend les rives occidentales et septentrionales, environ 2/3 du tour du lac (en tout 124 km de rive) et 3/4 de sa superficie totale. Les points les plus élevés de la crète sont situés sur les communes voisines de Vimpeli et d'Alajärvi. Le village principal se situe à l'extrémité nord du lac. Le pourtour immédiat du lac est généralement cultivé, la crête étant couverte de forêts.
La grande île de Kärnä est reliée au centre administratif par un pont.
Les municipalités limitrophes sont Vimpeli à l'est, Alajärvi au sud, Lapua au sud-ouest, Kauhava à l'ouest, Kortesjärvi au nord-ouest, Evijärvi au nord et Veteli au nord-est (Ostrobotnie-Centrale).
Lappajärvi est traversée par la nationale 16.

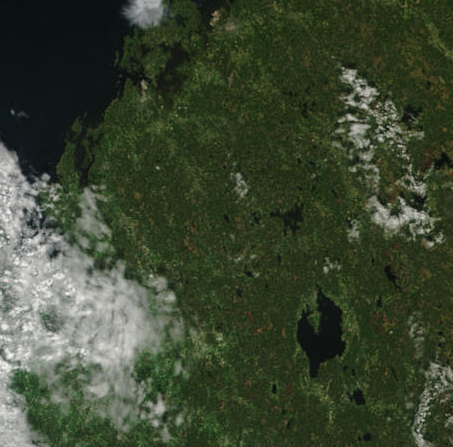
L'Ostrobotnie vue de l'espace. Le lac Lappajärvi est en bas à droite de l'image

## Démographie
Depuis 1980, la démographie de Lappajärvi a évolué comme suit, :
| Année      | 1980  | 1985  | 1990  | 1995  | 2000  | 2005  |
| ---------- | ----- | ----- | ----- | ----- | ----- | ----- |
| population | 4 520 | 4 582 | 4 505 | 4 380 | 4 051 | 3 670 |

| Année      | 2010  | 2015  | 2020  |
| ---------- | ----- | ----- | ----- |
| population | 3 440 | 3 215 | 2 986 |

## Histoire
Lappajärvi appartient à la lointaine paroisse de Jakobstad jusqu'en 1637. Elle devient à cette date une chapelle de Jakobstad, avant de devenir une paroisse autonome en 1818. La commune est fondée en 1865 en complément de la paroisse.
Le XXe siècle l'a vu perdre 50 % de sa population, et le rythme de baisse est actuellement un des plus forts de la région.

## Politique et administration

### Conseil municipal
Les sièges des 19 conseillers municipaux sont répartis comme suit:
| Parti                            | Parti                              | Sièges 2021–2025 |
| -------------------------------- | ---------------------------------- | ---------------- |
|                                  | Parti social-démocrate de Finlande | 1                |
|                                  | Vrais Finlandais                   | 5                |
|                                  | Parti de la Coalition nationale    | 1                |
|                                  | Parti du centre                    | 11               |
|                                  | Chrétiens-démocrates               | 1                |
| Sources : tulospalvelu.vaalit.fi |                                    |                  |

### Subdivisions administratives
Les villages de Lappajärvi sont: Itäkylä, Karvala, Kirkonkylä, Nissi, Kuoppala, Kärnä, Karhusaari, Luomala, Lamminkylä, Söyrinki, Savonkylä, Purola, Övermark et Tarvola
La seule agglomération est Lappajärven kirkonkylä.

## Transports
Lappajärvi est traversée par la route principale 68 et par les routes régionales 711, 733, 741 et 750.
La liaison transversale Vaasa-Lappajärvi relie Lappajärvi à Vaasa.

## Personnalités
- Timo Kotipelto, chanteur
- Arto Melleri, écrivain
- Petra Olli, lutteuse
- Elmo Savola, athlète
- Antti Tuuri, écrivain

## Jumelages
| Ville | Ville                                 | Pays | Pays      | Période                   |
| ----- | ------------------------------------- | ---- | --------- | ------------------------- |
|       | Kramfors                              |      | Suède     |                           |
|       | municipalité rurale d'Ytterlännäs (d) |      | Suède     | jusqu'au 31 décembre 1973 |
|       | Poudoj                                |      | Russie    |                           |
|       | Springstille,                         |      | Allemagne | jusqu'en 2018             |

## Galerie

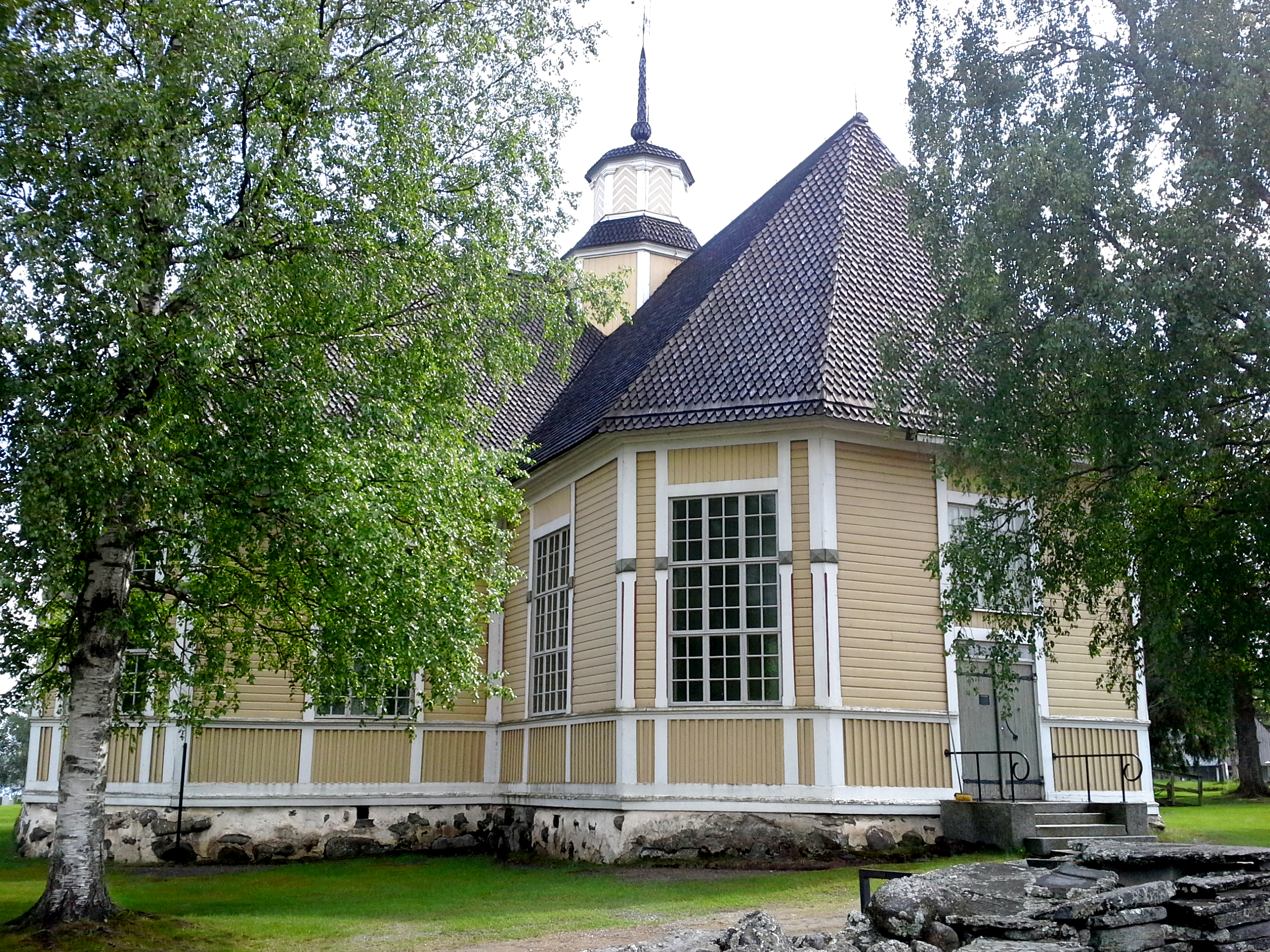
Église de Lappajärvi
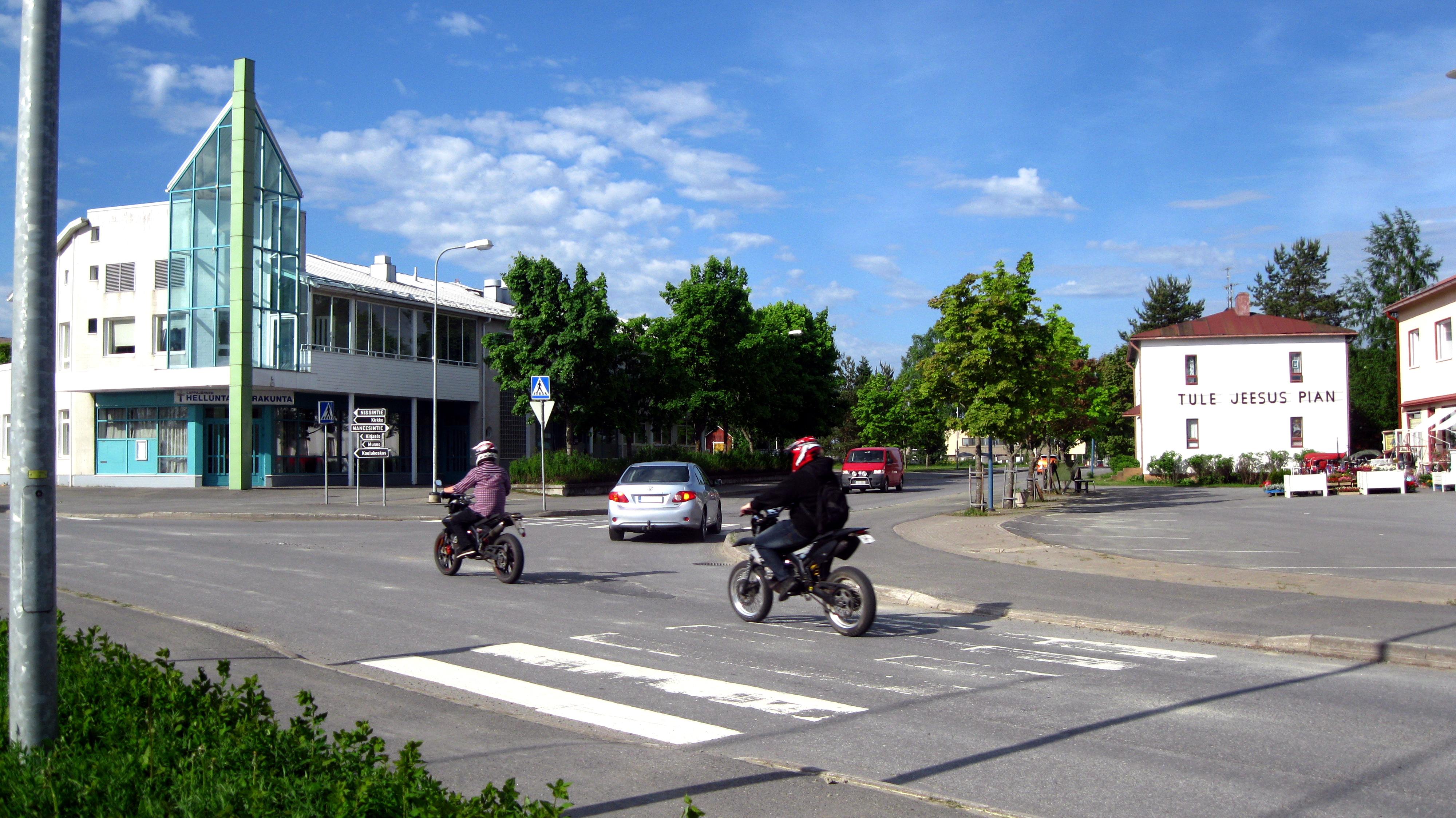
Centre de Lappajärvi.
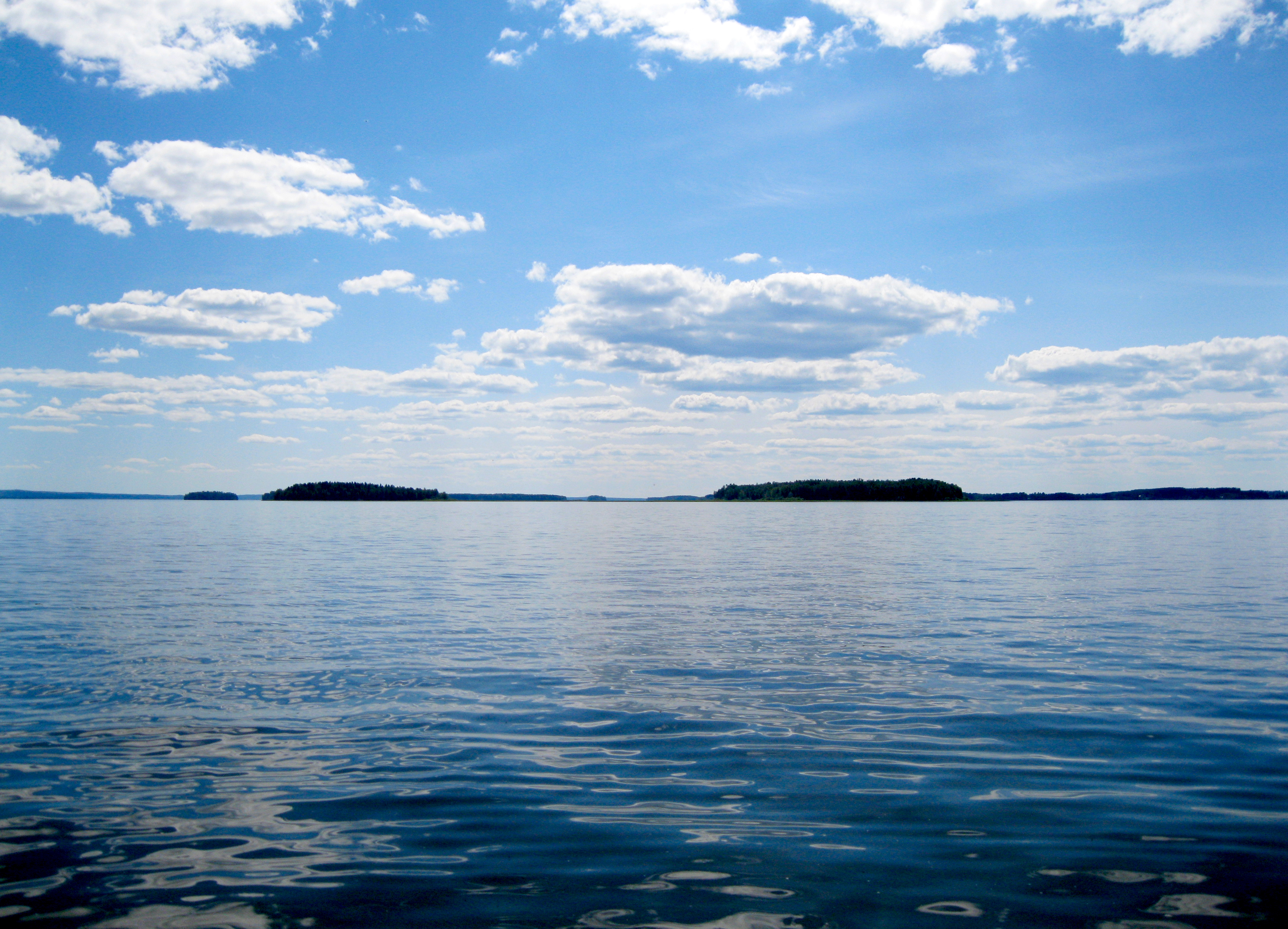
Lac Lappajärvi.
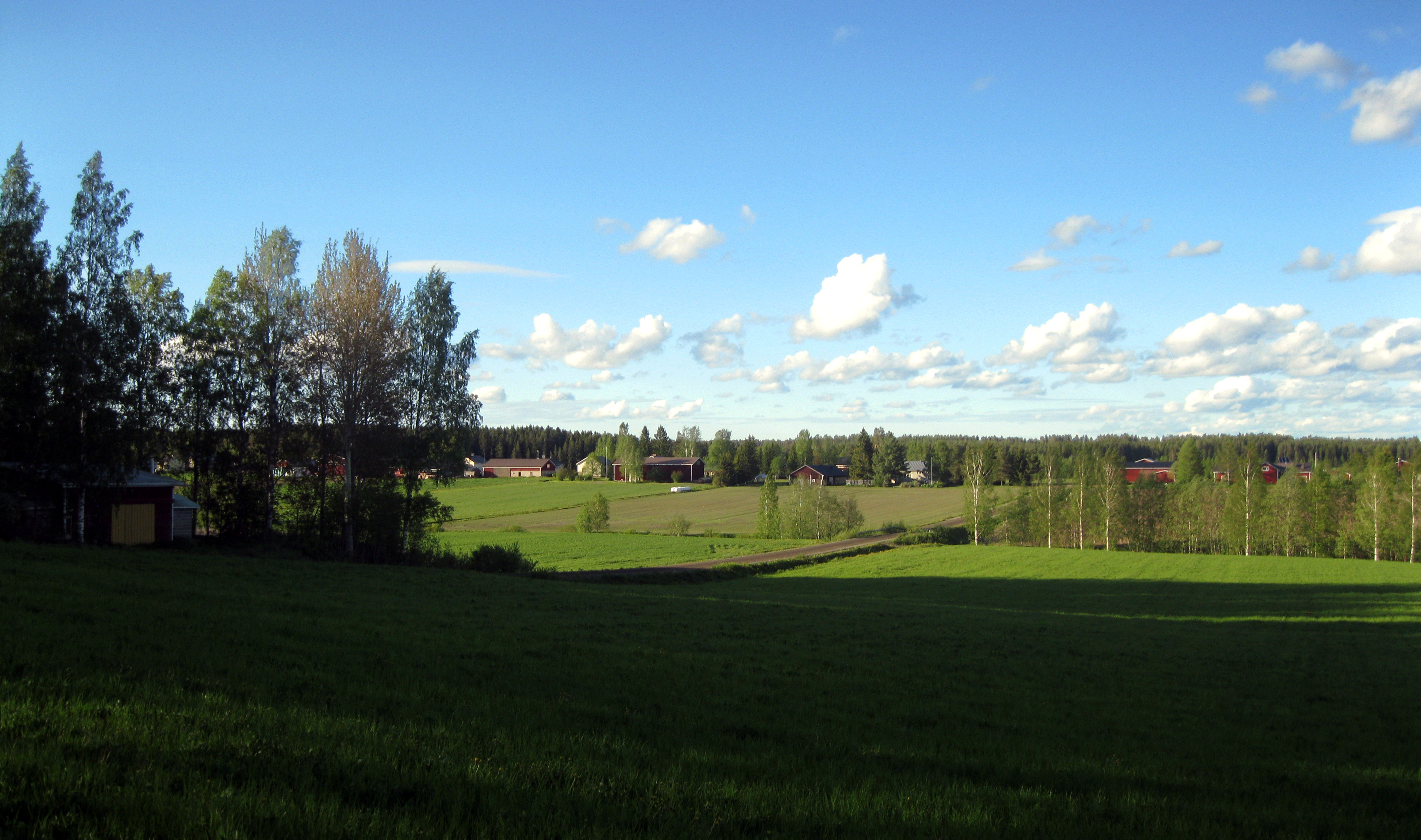
Paysage de Purola